# Torneo de Fútbol de la Diputación de Palencia

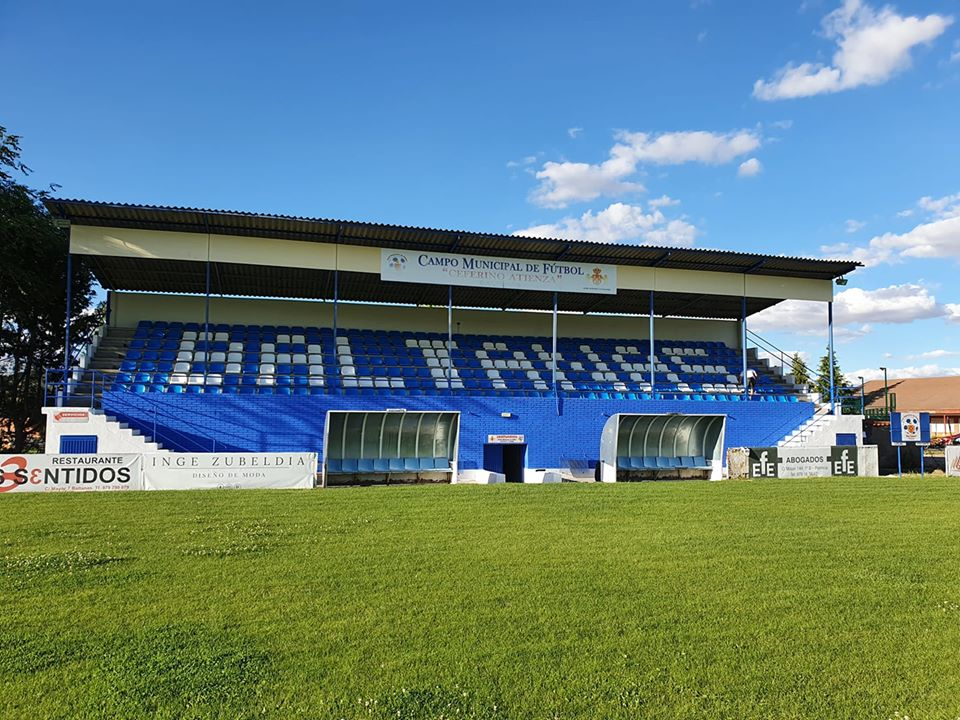
Campo de fútbol Municipal de Baltanás

El Torneo de Fútbol de la Diputación de Palencia, conocido entre los aficionados palentinos como Torneo Interpueblos o simplemente como Interpueblos, es uno de los campeonatos deportivos que organiza anualmente el servicio de Deportes de la Diputación de Palencia. Es, por su participación, uno de los más destacados de los que se celebran cada año. 

## Objetivo de la competición
El objetivo del Torneo es dar la posibilidad a los pueblos con menos de 20.000 habitantes de la provincia de Palencia (en la práctica, todos menos la capital) de participar en una competición de fútbol reglada. Este es, a grandes rasgos, el cometido principal también del resto de campeonatos deportivos de la Diputación: baloncesto, fútbol-sala, carrera de galgos, juegos populares, pádel, tenis, tenis de mesa y tiro al plato.

## Organización
Desde 2011 comienza en las últimas semanas de invierno y finaliza en junio. Los equipos defienden el nombre de las localidades (los clubes no toman parte en la competición) y la mayoría de los integrantes de las plantillas son jugadores no federados, aunque normalmente suelen jugar algunos jugadores de Tercera División, Primera Regional y Primera Provincial en una buena parte de los conjuntos.
Los calendarios, los horarios de competición y los arbitrajes son fijados por la organización. Además, existe un Comité de Competición para el control del campeonato, según figura en las bases del Torneo. Las bases, los resultados y la información oficial aparece publicada en la web de la Diputación de Palencia, aunque hay algunos aficionados que suben los resultados a las redes sociales antes que los organizadores.

## Desarrollo
En la primera ronda, los equipos se reparten en grupos según su situación geográfica. En los últimos años, el grupo más extenso de los tres es el del norte de la provincia. Hasta 2018 solo hubo una fase de liga, pero en 2019 se introdujo una segunda.
Las rondas finales son eliminatorias, si son a partido único en campo neutral, y la final se disputa a partido único, normalmente en campo neutral aunque ha habido años en los que no ha sido así. Becerril de Campos y Baltanás jugaron la final de 2014 en la localidad de Tierra de Campos y en 2015, en la localidad cerrateña.

## Palmarés
| Finalistas de los últimos campeonatos |                         |                       |          |                  |                        |
| Edición                               | Campeón                 | Subcampeón            | Marcador | Campo            | Localidad              |
| 2019                                  | Carrión de los Condes   | Paredes de Nava       | 2-2 pp   | Rafael Vázquez   | Villamuriel de Cerrato |
| 2018                                  | Becerril de Campos      | Baltanás              | 3-1      | El Plantío       | Carrión de los Condes  |
| 2017                                  | Paredes de Nava         | Becerril de Campos    | 5-4      | El Plantío       | Carrión de los Condes  |
| 2016                                  | Becerril de Campos      | Valdecañas de Cerrato | 3-1      | Municipal        | Villoldo               |
| 2015                                  | Becerril de Campos      | Baltanás              | 5-3 pr   | Ceferino Atienza | Baltanás               |
| 2014                                  | Becerril de Campos      | Baltanás              | 4-2      | Mariano Haro     | Becerril de Campos     |
| 2013                                  | Paredes de Nava         | Becerril de Campos    | 1-0      | El Plantío       | Carrión de los Condes  |
| 2012                                  | Villaumbrales           | Santervás de la Vega  | 1-1 pp   | Santos Frontela  | Villarramiel           |
| 2011                                  | Paredes de Nava         | Acera de la Vega      | 0-0 pp   | El Soto          | Alar del Rey           |
| 09/10                                 | Santoyo                 | Villamoronta          | 1-0      | El Parque        | Herrera de Pisuerga    |
| 08/09                                 | Acera de la Vega        | Carrión de los Condes | 1-1 pp   | El Soto          | Saldaña                |
| 07/08                                 | Mazuecos de Valdeginate |                       |          |                  |                        |
| 06/07                                 | Santoyo                 | Carrión de los Condes | 4-0      |                  | La Serna               |